# FK Mogren
Der FK Mogren Budva war ein montenegrinischer Fußballverein aus der Küstenstadt Budva. Gegründet wurde Mogren Budva 1920 und die Auflösung wurde 2017 bekannt gegeben. Der Verein trug seine Heimspiele im Stadion Lugova aus.

## Geschichte
Nach der Unabhängigkeit Montenegros wurde der FK Mogren 2006 Gründungsmitglied der Prva Crnogorska Liga, der höchsten Spielklasse des Landes. In der Premierensaison belegte man den 5. Platz. 2008 wurde man 3. in der Meisterschaft, im gleichen Jahr konnte der Verein mit dem Montenegrinischen Pokal seinen ersten Titel gewinnen. 2008/09 debütierte man im UEFA-Pokal, wo die Mannschaft in der ersten Qualifikationsrunde gegen Hapoel Ironi Kirjat Schmona die ausschied. Das Hinspiel endete 1:1. Das Rückspiel wurde jedoch mit 3:0 verloren. In der Saison 2008/09 gewann der FK Mogren seinen ersten Meistertitel. In der Qualifikation zur Champions League 2009/10 setzte er sich in der ersten Runde gegen Hibernians Paola durch, ehe er gegen den FC Kopenhagen ausschied. Durch einen 3. Platz in der Meisterschaft 2009/10 qualifizierte sich die Mannschaft für sie Europa League 2010/11, wo sie in der ersten Qualifikationsrunde UE Santa Coloma schlug und anschließend gegen Maccabi Tel Aviv ausschied. In der Saison 2010/11 holte sich FK Mogren in der letzten Runde seinen zweiten Meistertitel. Im Jahr 2015 wurde man nach der Insolvenz und den Schulden in den Amateurbereich verbannt. Zwei Jahre später folgte der Ausschluss aus der dritten Liga und kurze Zeit später wurde der Verein dann ganz aufgelöst.

## Erfolge
- Montenegrinischer Meister: 2009, 2011
- Montenegrinischer Pokalsieger: 2008

## Europapokalbilanz
| Saison  | Wettbewerb            | Runde                  | Gegner                      | Gesamt | Hin     | Rück    |
| ------- | --------------------- | ---------------------- | --------------------------- | ------ | ------- | ------- |
| 2008/09 | UEFA-Pokal            | 1. Qualifikationsrunde | Hapoel Ironi Kirjat Schmona | 1:4    | 1:1 (A) | 0:3 (H) |
| 2009/10 | UEFA Champions League | 1. Qualifikationsrunde | Hibernians Football Club    | 6:0    | 2:0 (A) | 4:0 (H) |
| 2009/10 | UEFA Champions League | 2. Qualifikationsrunde | FC Kopenhagen               | 00:12  | 0:6 (A) | 0:6 (H) |
| 2010/11 | UEFA Europa League    | 1. Qualifikationsrunde | UE Santa Coloma             | 5:0    | 3:0 (A) | 3:0 (H) |
| 2010/11 | UEFA Europa League    | 2. Qualifikationsrunde | Maccabi Tel Aviv            | 2:3    | 0:2 (A) | 2:1 (H) |
| 2011/12 | UEFA Champions League | 1. Qualifikationsrunde | Litex Lowetsch              | 1:5    | 1:2 (H) | 0:3 (A) |

Gesamtbilanz: 12 Spiele, 5 Siege, 1 Unentschieden, 6 Niederlagen, 15:24 Tore (Tordifferenz −9)